# Bird Box Barcelona
Bird Box Barcelona és una pel·lícula de ciència-ficció apocalíptica i de suspens. Va ser estrenada a la plataforma de Netflix el 14 de juliol de 2023. Es tracta d'una sèrie derivada de la pel·lícula Bird Box (2018) protagonitzada per Sandra Bullock. Ha estat dirigida per Álex i David Pastor. El protagonista principal és Mario Casas.

## Argument
Bird Box Barcelona es desenvolupa en un escenari postapocalíptic similar al de la pel·lícula de 2018. Tanmateix, se centra en altres personatges i les seves vicissituds per sobreviure. Una força inexplicable s'apodera dels carrers de Barcelona i obliga a les persones que miren cap al fet inexplicable es vulguin suïcidar. Sebastian (Mario Casas) i la seva petita filla Anna (Alejandra Howard) han de lluitar per la seva supervivència i per aconseguir-ho ho han de fer de l'única manera que és viure a cegues, amb els ulls tapats. No obstant això, les coses es compliquen en relació amb altres supervivents. Entre altres persones coneixen a Claire (Georgina Campbell), una antiga psiquiatra anglesa. L'enfocament principal de Claire és protegir a Sofia (Naila Schuberth), una òrfena alemanya de 8 anys, qui va ser separada de la seva mare durant el caos que es va deslligar quan van aparèixer les entitats. A mesura que els personatges intenten escapar de la ciutat, descobreixen una amenaça inesperada i encara més sinistra que emergeix. La pel·lícula explora els desafiaments únics als quals s'enfronten els supervivents a Barcelona i l'impacte global de l'esdeveniment apocalíptic, mostrant com diferents països i cultures responen a l'aparició sobtada d'aquestes misterioses criatures.

## Repartiment
- Mario Casas SierraMario Casas com a Sebastian
- Georgina Campbell com a Claire
- Alejandra Howard com a Anna
- Naila Schuberth com a Sofía
- Diego Calva com a Octavio
- Patrick Criado
- Lola Dueñas
- Gonzalo de Castro
- Michelle Jenner

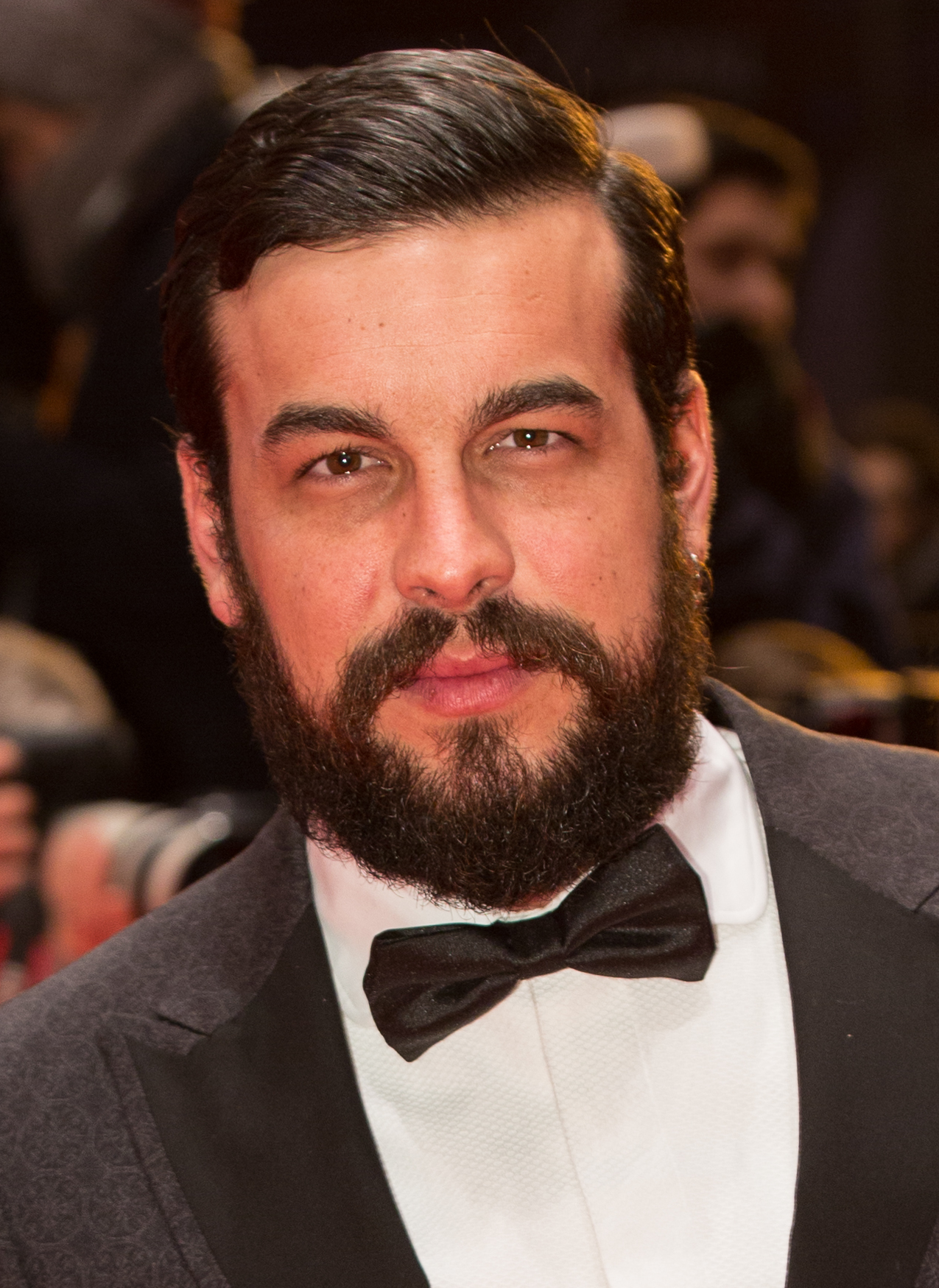
Mario Casas Sierra

- Leonardo Sbaraglia com a Pare Esteban
- Celia Freijeiro

## Escenaris
La pel·lícula va ser rodada en diversos indrets de Catalunya: Barcelona, Terrassa, Granollers, Hospitalet de Llobregat, Manresa, Sant Esteve Sesrovires.

## Producció
El març de 2021 Netflix va informar que s'estava duent a terme una sèrie derivada a espanyol de la pel·lícula estatunidenca Bird Box (2018), que al seu torn està basada en la novel·la de Josh Malerman de títol homònim publicada el 2014, amb Nostromo Pictures que produí el projecte. La pel·lícula està escrita i dirigida per Àlex Pastor i David Pastor, amb Dylan Clark, Núria Valls, Adrián Guerra, Chris Morgan, Ryan Lewis i Josh Malerman com a productors i Brian Williams i Ainsley Davies com a productors executius.
L'octubre de 2021, es va anunciar que el paper protagonista seria per Mario Casas, i del càsting que l'acompanyaria: Georgina Campbell, Diego Calva, Alejandra Howard, Naila Schuberth, Patrick Criado, Celia Freijeiro, Lola Dueñas, Gonzalo de Castro, Michelle Jenner i Leonardo Sbaraglia. La pel·lícula pren com a escenari la ciutat de Barcelona a Espanya, tal com el seu títol indica.

## Llançament
El film es va estrenar a la plataforma Netflix el 14 de juliol de 2023.